# مسدس
مسدس یک قالب شعر فارسی است و در واقع، یک نوع مسمط است که هر رشتهٔ آن از شش مصرع ساخته شده باشد. منوچهری دامغانی بنیان‌گذار قالبِ مسمط  مشهورترین شاعری است که در این قالب شعر سروده است. تمام مسمط‌های منوچهری مسدّس است.

## نمونهٔ مسدس
مشهورترین مسدّس فارسی وصفِ خزان و مدح سلطان مسعود غزنوی سرودهٔ منوچهریِ دامغانی است که «خیزید و خز آرید که هنگامِ خزان است» مصرعِ آغازین این مسدس است.
| خیزید و خز آرید که هنگام خزان است     |  | باد خنک از جانبِ خوارزم وزان است |
| آن برگِ رزان است که بر شاخِ رزان است    |  | گویی به‌مَثَلْ پیرهن رنگرزان است    |
| دهقان ز تعجب سرِ انگشت گزان است        |  |                                 |
| کاندر چمن و باغ نه گُل ماند و نه گلنار |  |                                 |

«در وصف صبوحی» دیگر مسدس مشهور منوچهری دامغانی است که با مصرع «آمد بانگ خروس مؤذن میخوارگان» آغاز می‌شود.
ابیاتی از این مسدس:
| آمد بانگ خروس مؤذن میخوارگان       |  | صبح نخستین نمود روی به نظارگان        |
| که به کتف برفکند چادر بازارگان     |  | روی به مشرق نهاد خسرو سیارگان         |
| باده فراز آورید چارهٔ بیچارگان      |  |                                       |
| قوموا شرب الصبوح، یا ایها النائمین |  |                                       |
| گویی بطّ سپید جامه به صابون زده‌ست   |  | کبکِ دری ساقِ پای در قدح خون زده‌ست      |
| بر گُلِ تر عندلیب، گنجِ فریدون زده‌ست  |  | لشکرِ چین در بهار، خیمه به هامون زده‌ست |
| لاله سوی جویبار خرگه بیرون زده‌ست   |  |                                       |
| خـیمهٔ آن سبزگـون خرگـه ایـن آتشین  |  |                                       |
| باز مرا طبع شعر سخت به جوش آمده‌ست  |  | کم سخن عندلیب، دوش به گوش آمده‌ست      |
| از شَغَبِ مردمان لاله به جوش آمده‌ست   |  | زیر به بانگ آمده‌ست بم به خروش آمده‌ست  |
| نسترن مشکبوی، مشک‌فروش آمده‌ست       |  |                                       |
| سیمش در گردن است، مشکش در آستین    |  |                                       |

به جز منوچهری شاعران مطرح دیگری مانند قاآنی و ملک‌الشعرای بهار نیز در این قالب شعر سروده‌اند.
قسمت آغازین مسدس قاآنی:
| الا که مژده می‌برد به یار غمگسار من   |  | که باغ چون نگار شد چه خسبی ای نگار من |
| توان من روان من شکیب من قرار من      |  | سرور من نشاط من بهشت من بهار من       |
| غزال من مرال من گوزن من شکار من      |  |                                       |
| حیات من ممات من تذرو من هزار من      |  |                                       |
| دهند مژده نوگلان که نوبهار می‌رسد     |  | به شیر او ز بلبلان نه یک، هزار می‌رسد  |
| نسیم چون قراولان ز هر کنار می‌رسد     |  | به گوش من ز صلصلان خروش تار می‌رسد     |
| به مغز من ز سنبلان نسیم یار می‌رسد    |  |                                       |
| ولی ز نوبهارها به است نوبهار من      |  |                                       |
| بهار را چه می کنم بتا بهار من تویی   |  | ز خط و زلف عنبرین بنفشه‌زار من تویی    |
| هزار و گل چه بایدم گل و هزار من تویی |  | به روزگار ازین خوشم که روزگار من تویی |
| همین بس است فخر من که افتخار من تویی |  |                                       |
| الا به زیر آسمان کراست افتخار من     |  |                                       |